# Hipermercados Garzón
Hipermercados Garzón es una cadena venezolana de supermercados y servicios, propiedad del Grupo Garzón S.A. del empresario Gregorio Garzón. Su sede central está en San Cristóbal, es una cadena de supermercados que comercializa víveres, electrodomésticos, ropa y otros. Aunque no es reconocido a nivel nacional, sigue siendo una empresa para la región occidental del país y es miembro de la Asociación Nacional de Supermercados y Autoservicios (ANSA). En Colombia, en especial en la ciudad de Cúcuta y sus municipios metropolitanos, son propietarios del Supermercado Los Montes.

## Historia
Fue fundado en 1992 en San Josecito por el empresario y visionario local Gregorio Higinio Garzón Jaimes bajo el nombre de Ofertas Permanentes . Tras el esfuerzo y constancia la empresa tuvo un rápido crecimiento económico, se traslada a San Cristóbal, donde comienza una nueva identidad de la compañía. Abre su primera tienda en un galpón abandonado y en 1993 modificando el nombre de origen a su apellido y su primer eslogan fue el rey de los precios bajos. A comienzos del nuevo milenio, se abre nuevas tiendas en 5 ciudades, y en el 2008 abre nuevas sucursales en Acarigua, en el 2010, se apertura una nueva sucursal en Barquisimeto.
Según fuentes de la ciudad de Rubio, se anuncia la construcción del Supermercado Garzón en dicha ciudad. En un terreno de la Unidad Educativa Jesús el Buen Maestro.
En 2013 se abre nueva tienda en Santa Bárbara del Zulia , y el 31 de julio de 2014 se inauguró otra sucursal en el Centro Comercial "Costa Mall" de Cabimas, Estado Zulia.

## Sucursales
- Táchira (6)
- Mérida (3)
- Barinas (1)
- Barquisimeto (1 sucursal cerrada por quiebra)
- Acarigua (1)
- Santa Bárbara del Zulia (1)
- Cabimas (1)